# 擦棒被捕
擦棒被捕（英語：foul tip），棒球術語，意思為打者擊球後球直接被捕手接捕。擦棒被捕會記一個好球，但不屬於接殺，亦會維持活球狀態。因此，當打席處於2好球時，若發生擦棒被捕，將會被三振出局。.
與界外球（foul ball）不同的是，界外球屬於死球狀態，並且2好球後打者不會被三振。擦棒被捕的條件非常局限，只要打者擊球後球並非直接進入捕手手套，則不符合擦棒被捕條件。